# Chiara Marita Szolderits
Chiara Marita Szolderits (* 5. September 1998 in Friesach) ist eine österreichische Triathletin und amtierende österreichische Staatsmeisterin auf der Triathlon-Langdistanz (2025).

## Werdegang
Chiara Szolderits startet als Hobbyathletin.
2021 belegte sie bei den Staatsmeisterschaften im Einzelzeitfahren den siebenten Rang.
2021 wurde Chiara Szolderits Sechste in Villach bei der Staatsmeisterschaft Wintertriathlon.
Sie belegte im Juli 2022 bei ihrem ersten Start auf der Triathlon-Langdistanz (3,8 km Schwimmen, 180 km Radfahren und 42,195 km Laufen) als schnellste Österreicherin im Ironman Austria (keine Profidamen am Start) den vierten Rang.
Im Juni 2025 wurde die 26-Jährige bei ihrem vierten Start beim Ironman Austria Staatsmeisterin auf der Triathlon-Langdistanz und erreichte das Ziel als erste Dame in einer Zeit von 9:32:37 Stunden. Sie trainiert sich selbst.
Chiara Marita Szolderits lebt in Kärnten und arbeitet in einem IT-Unternehmen als Projektmanagerin. 

## Sportliche Erfolge
| Datum/Jahr    | Rang | Wettbewerb                                 | Austragungsort | Zeit | Bemerkung                                    |
| ------------- | ---- | ------------------------------------------ | -------------- | ---- | -------------------------------------------- |
| 19. Juni 2021 | 7    | Österreichische Straßen-Radmeisterschaften | Kufstein       |      | im Einzelzeitfahren, hinter Anna Kiesenhofer |

| Datum/Jahr    | Rang | Wettbewerb                                     | Austragungsort        | Zeit     | Bemerkung                                               |
| ------------- | ---- | ---------------------------------------------- | --------------------- | -------- | ------------------------------------------------------- |
| 15. Juni 2025 | 1    | ÖTRV Staatsmeisterschaft Triathlon Langdistanz | Klagenfurt            | 09:32:37 | Ironman Austria, Staatsmeistertitel auf der Langdistanz |
| 3. Juli 2023  | 12   | Ironman Austria                                | Klagenfurt            | 10:11:33 | 2. AK 25–29                                             |
| 22. Juli 2022 | 4    | Ironman Austria                                | Klagenfurt            | 10:25:33 | Langdistanz, schnellste Österreicherin                  |
| 19. Sep. 2021 | 18   | Ironman Austria                                | Klagenfurt            | 10:09:08 | Langdistanz, 1. AK 18–24                                |
| 20. Sep. 2020 | 3    | Neufelder Triathlon                            | Neufeld an der Leitha |          | olympische Distanz                                      |
| 19. Sep. 2020 | 2    | Neufelder Triathlon                            | Neufeld an der Leitha |          | Sprintdistanz                                           |

| Datum/Jahr   | Rang | Wettbewerb                               | Austragungsort | Zeit     | Bemerkung |
| ------------ | ---- | ---------------------------------------- | -------------- | -------- | --------- |
| 6. März 2021 | 6    | ÖTRV Staatsmeisterschaft Wintertriathlon | Villach        | 02:09:49 |           |

(DNF – Did Not Finish)